# 张纪光
张纪光（1909年3月—1998年2月17日），原名张舒礼，曾用名张继光，男，山东济南人，中国政治人物。曾任北京农业机械化学院党委书记兼院长等职。

## 生平
早年就读于北平中国大学，1935年参加一二·九爱国学生运动，1936年大学毕业后留校任教时参加北平文化界救国会，并加入中华民族解放先锋队。1937年七七事变后，赴鲁西北聊城参加敌后抗日根据地建设工作。1938年初由山东第六区专署专员范筑先将军委任为濮县抗日民主政府县长，同年5月调任观城县抗日民主政府县长。8月加入中国共产党。11月聊城失守后，被迫退出观城，后又任河北省宁晋县县长，冀南区第二行政专员公署专员兼宁晋县抗日基干大队队长等职。1945年后，历任冀南区农林局长，冀南第二行政专员公署专员、地委书记，中共冀南二地委书记兼军分区政委等职。1949年中华人民共和国成立后，历任河北省人民政府委员、农林厅厅长兼河北省立农学院院长，华北行政委员会农林局副局长，林业部调查设计局副局长、局长，林业部部长助理、党组成员，北京林学院党委书记兼副院长，东北农学院副院长，黑龙江省国营农场管理局局长，河北省农林科学院顾问，华北农业机械化学院（1979年改称北京农业机械化学院）党委书记兼院长等职。1982年离职休养。1998年2月17日在北京逝世。

## 家庭
张纪光是著名烈士张郁光之弟。